# Río Culebras
El río Culebras es un río de la vertiente del Pacífico, localizado en la costa norte del Perú, en la Región Ancash.

## Recorrido
Este ancho río, nace en las alturas de Huanchay. En su amplio recorrido riega el valle de Culebras.

## Cuenca Hidrográfica Culebras
Con un orden de cuenca 39, según el ANA, tiene un área de 667.2764 km², y con un perímetro 177427.8147 km, en cuya área se encuentran 202 centros poblados.
El río Culebras es un río de la vertiente del Pacífico, localizado en la costa norte del Perú, en la Región Ancash. Este ancho río, nace en las alturas de Huanchay. En su amplio recorrido riega el valle de Culebras. Se origina por las precipitaciones que caen en el flanco occidental de la Cordillera Negra, de las cuales nacen las quebradas Huanchay y Cotapuquio que, al unirse a la altura del poblado de Quian, forman el río Culebras.
En época de estiaje su caudal disminuye considerablemente ya que en su cuenca no se levantan nevados que produzcan deshielos, por lo que no tendría un aporte adicional que permita un caudal significativo. El río tiene un régimen muy irregular y torrentoso, con un potencial hídrico muy limitado y de escurrimiento intermitente que llega al mar en escasas oportunidades. El curso principal tiene una pendiente promedio de 6,8% y una longitud aproximada de 68,8 km. A lo largo de este río se pueden ubicar los poblados de Quita Sombrero, Ampanú, La Laguna, Quian, Huayash, Cuzmo, Raypa y Colcap; todos ellos productores de frijol, maíz y yuca, que abastecen a la ciudad de Huarmey y al Informe socioambiental de la zona costera Lote Z-50 - 16 - distrito de Culebras y a otras ciudades de la costa, en especial a la ciudad de Lima. El régimen de descargas del río Culebras es irregular, haciéndose temporalmente deficitarios para el desarrollo de la agricultura y por lo tanto creando serios problemas a los agricultores del valle que utilizan sus aguas. La cuenca del río Culebras está ubicada en la zona norte de la vertiente del Pacífico en dirección noreste a suroeste, geográficamente entre los meridianos 78°13′26″ y 77°43′34″ de longitud oeste y los paralelos 9°38′8″ y 9°57′6″ de latitud sur, posee un área total de 670,90 km²; 601,2 km² corresponde a la zona seca y representa al 89,61% del total de la cuenca y sólo 69,70 km² o sea el 10,39% del total de la cuenca es húmeda y corresponde a las zonas altas de la cuenca. Se origina como consecuencia de las precipitaciones estacionales que ocurren en su cuenca alta.
El clima en la cuenca del río Culebras varía desde desecado desérticosemicálido, hasta el clima perhúmedo – Muy frío, sus temperaturas medias anuales varían desde los 18 °C hasta los 3 °C, respectivamente. Entre estos dos climas extremos, se han identificado niveles de climas: Perárido-templado cálido, superárido desértico semicálido, perárido desértico semicálido, áridosemicálido, árido templado cálido, semiárido-Templado frío, semiáridoTemplado cálido, subhúmedo templado frío, húmedo Frío; la variación del clima se define por parámetros meteorológicos, como: precipitación, temperatura, humedad relativa y evaporación. La precipitación durante el año es de 15,0 a 500,0 mm y la evaporación total anual varía de 1 000 ,67 a 1 266,41mm/año. En la cuenca se han identificado 12 zonas de vida, comprendidas desde el desierto desecado subtropical(dd-s) a tundra muy húmeda – Alpino tropical(tmh-AT); de estas zonas las más extensas son desierto perárido Premontano Tropical(dp-PT) y Matorral desértico montano bajo tropical(md- Informe socioambiental de la zona costera Lote Z-50 - 17 - MBT) con 274,20 y 64,3 km² respectivamente; estas zonas están ubicadas entre los 1 000 y 3 000 m.s.n.m, deduciéndose que por la altitud existe escasa vegetación, la misma que se desarrolla por efecto de las lluvias y también por sistemas de riego. En el mapa de Cobertura Vegetal de la cuenca, determina 6 tipos de cobertura y uso de la tierra, los mismos que están conformados por un total de 4 unidades de cobertura y uso, ocupando la mayor superficie Otras Tierras: Planicies Costeras y Estribaciones Andinas sin Vegetación y que corresponden a áreas con ausencia de vegetación, equivalente al 61,3% del área de la cuenca. (MINAG, 2007a) La mayor parte de las tierras bajas están dedicadas al sembrío de maíz y vid; otros cultivos que se tienen en la zona son: hortalizas, yuca, frijol, maíz, y frutales.

## Valle de Culebras
A lo largo de este río se pueden ubicar los poblados de Quita Sombrero, Ampanú, La Laguna, Quian, Huayash, Cuzmo, Raypa y Colcap; todos ellos productores de frijol, maíz y yuca, que abastecen a la ciudad de Huarmey y al distrito de Culebras y a otras ciudades de la costa, en especial a la ciudad de Lima.